# مارکت‌برایت
شهر مارکت‌برایت (به آلمانی: Marktbreit) در ایالت بایرن در کشور آلمان واقع شده‌است.